# إلوي أولايا
إلوي خوسيه أولايا برينديس (بالإسبانية: Eloy Olaya)‏, يعرف أيضا بـ إلوي (ولد في 10 يوليو 1964), لاعب كرة قدم إسباني معتزل.
لعب مع كل من سبورتنغ خيخون، نادي فالنسيا ونادي بطليوس الرياضي. وبين عام 1985 و 1990, لعب 15 مباراة وسجل خلالها 4 أهداف مع منتخب إسبانيا لكرة القدم, وكان ضمن المنتخب خلال بطولتي كأس العالم 1986 وكأس الأمم الأوروبية لكرة القدم 1988.

## مسيرته الكروية
لعب إلوي أولايا خلال مسيرته الاحترافية مع 4 أندية في ثمانية عشر موسمًا وسجل خلالها 85 هدفًا ضمن 480 مباراة. ولم يفز بأي موسم بالكأس أو بالدوري.
خاض إلوي أولايا مسيرته مع نادي ريال سبورتينغ خيخون في موسم 1982–83 في المرة الأولى ليلعب معه ستة مواسم ثم في موسم 1995–96 ولمدة موسمين، مشاركًا طوالها في 226 مباراة سجل خلالها 39 هدفًا. ثم انتقل إلى نادي فالنسيا في موسم 1988–89 ليلعب معه سبعة مواسم، حيث شارك في 203 مباراة سجل خلالها 37 هدفًا. لينتقل بعدها إلى نادي بطليوس في موسم 1996–97 ولمدة موسمين، مشاركًا في 28 مباراة سجل خلالها 4 أهداف.

## روابط خارجية
- إلوي أولايا على موقع الاتحاد الدولي (مؤرشف)  (الإنجليزية)
- إلوي أولايا على موقع الاتحاد الأوربي (الإنجليزية)
- إلوي أولايا على موقع قاعدة بيانات كرة القدم.إي يو (الإنجليزية)
- إلوي أولايا على موقع ناشيونال فوتبول تيمز (الإنجليزية)